# Abraham Baldwin

Abraham Baldwin, ameriški odvetnik, častnik in politik, * 23. november 1754, Guilford, Connecticut, † 4. marec 1807, Washington, D.C., ZDA.
Baldwin je bil kontinentalni kongresnik iz Georgije, ki jo je nato po ustanovitvi ZDA zastopal še kot kongresnik in senator.
Po njem je poimenovano okrožje Baldwin v Alabami.
1. 1 2  Find a Grave — 1996.
2. ↑  SNAC — 2010.